# ليف ميرفي
ليف ميرفي (بالإنجليزية: Leif Murphy)‏ هو لاعب كرة القدم الكندية أمريكي، ولد في 23 أكتوبر 1979.

## وصلات خارجية
- ليف ميرفي على موقع JustSportsStats.com (الإنجليزية)